# 15. srpnja
15. srpnja (15. 7.) 196. je dan godine po gregorijanskom kalendaru (197. u prijestupnoj godini).
Do kraja godine ima još 169 dana.

## Događaji
- 1240. – Novgorodski knez Aleksandar Nevski pobijedio je Šveđane u bitci na Nevi.
- 1799. – Otkrivena Ploča iz Rosette, na temelju koje je Jean Francois Champollion dešifrirao hijeroglife.
- 1881. – Austrijski car Franjo Josip I. potpisuje Reskript o ujedinjenju Vojne krajine s Hrvatskim Kraljevstvom.
- 1926. – Prvo javno slušanje radija u Zagrebu.
- 1990. – Osnovan DSHV, prva stranka Hrvata u Vojvodini nakon uvođenja višestranačja.
- 2006. – U Zadru otvorene Prve Hrvatske svjetske igre
- 2018. – Hrvatska nogometna reprezentacija osvojila srebrno odličje porazom od Francuske u završnici Svjetskog nogometnog prvenstva u Rusiji.

| - 1606. – Rembrandt van Rijn, nizozemski slikar (†1669.) - 1707. – Franjo Ksaver Pejačević, hrvatski povjesničar i teolog († 1791.) - 1850. – Franciska Cabrini, talijansko-američka misionarka († 1917.) - 1896. – Alfred Albini, hrvatski arhitekt († 1978.) - 1898. – Walter Benjamin, njemački filozof i književnik († 1937.) - 1901. – Nicola Abbagnano, talijanski filozof († 1990.) - 1946. – Linda Ronstadt, američka pjevačica - 1949. – Carl Bildt, švedski političar i diplomat - 1953. – Neda Arnerić, srpska glumica († 2020.) - 1967. – Atanas Kolev, bugarski šahovski velemajstor i pisac - 1970. – Darko Tepert, hrvatski franjevac - 1971. – Danijela Martinović, hrvatska pjevačica - 1975. – Žydrūnas Savickas, litavski snagator - 1984. – Veronika Velez-Zuzulová, slovačka alpska skijašica | - 1015. – Vladimir I., kijevski knez (* 962.) - 1274. – Sveti Bonaventura, franjevački svetac (* 1221.) - 1291. – Rudolf I., njemački kralj (* 1218.) - 1851. – Anne-Marie Javouhey, francuska misionarka (* 1779.) - 1885. – Rosalía de Castro, španjolska pjesnikinja (* 1837.) - 1890. – Gottfried Keller, švicarski književnik (* 1819.) - 1904. – Anton Pavlovič Čehov, ruski književnik (* 1860.) - 1919. – Hermann Emil Fischer, njemački biokemičar i nobelovac (* 1852.) - 1929. – Hugo von Hofmannsthal, austrijski pisac (* 1874.) - 1940. – Robert Wadlow, prema Guinessovoj knjizi rekorda najviši čovjek u povijesti (* 1918.) - 1992. – Hammer DeRoburt, prvi predsjednik otočne države Nauru (* 1922.) - 2012. – Celeste Holm, američka glumica (* 1917.) |

## Blagdani i spomendani
Sveti Bonaventura